# 雪康·土登尼玛
雪康·土登尼玛（藏語：ཞོལ་ཁང་ཐུབ་བསྟན་ཉི་མ།，威利转写：zhol khang thub bstan nyi ma，1920年—1991年1月8日），男，藏族，西藏拉萨人，西藏噶厦及中华人民共和国政府官员。

## 生平
雪康·土登尼玛生于西藏贵族雪康家族。曾任西藏噶厦增准。1956年加入中国共产党。此后，历任共青团西藏工委副书记，西藏自治区筹备委员会青联副主席，全国青联副主席，西藏自治区第三届政协副主席，西藏自治区人民政府副主席，西藏自治区第四、五届人大常委会副主任。
1991年1月8日，雪康·土登尼玛在拉萨病逝，享年71岁。